# Mészöly Pál
Mészöly Pál (Budapest, 1957. június 17. –) magyar labdarúgó, középpályás.

## Pályafutása
Az ÉPGÉP-ben kezdett futballozni, majd a ferencváros utánpótlásába került. A katonaideje alatt a Kossuth KFSE-ben szerepelt. 1976 és 1981 között volt a Ferencváros játékosa. Egyszeres magyar bajnok és kétszeres magyar kupagyőztes a csapattal. A Fradiban 88 mérkőzésen szerepelt (63 bajnoki, 5 nemzetközi, 20 hazai díjmérkőzés) és 20 gólt szerzett (12 bajnoki, 8 egyéb). Ezután a Csepelben szerepelt.

## Sikerei, díjai
- Magyar bajnokság
  - bajnok: 1980–81
  - 2.: 1978–79
  - 3.: 1976–77
- Magyar kupa
  - győztes: 1976, 1978

## Statisztika

### Mérkőzései az olimpiai válogatottban
| Magyarország | Magyarország        | Magyarország         | Magyarország | Magyarország | Magyarország | Magyarország       | Magyarország | Magyarország |
| #            | Dátum               | Helyszín             | Hazai        | Eredmény     | Vendég       | Kiírás             | Gólok        | Esemény      |
| ------------ | ------------------- | -------------------- | ------------ | ------------ | ------------ | ------------------ | ------------ | ------------ |
|              | 1983. szeptember 7. | Budapest, Népstadion | Magyarország | 0 – 1        | Szovjetunió  | olimpiai selejtező | -            | 55'          |
|              | Összesen            |                      |              | 0            | mérkőzés     |                    | 0            | gól          |